# Rally Serras de Fafe e Felgueiras 2022
Rajd Serras de Fafe e Felgueiras 2022 (35. Rally Serras de Fafe - Felgueiras - Cabreira e Boticas) – 35. edycja rajdu samochodowego Rally Serras de Fafe e Felgueiras rozgrywanego w Portugalii od 11 do 13 marca 2022 roku. Była to pierwsza runda Rajdowych Mistrzostw Europy w roku 2022. Rajd został rozegrany na nawierzchni szutrowej.

## Lista startowa[2]
Poniższa lista startowa obejmuje tylko zawodników startujących i zgłoszonych do rywalizacji w kategorii ERC w najwyższej grupie Rally 2
| Nr. | Kierowca            | Pilot                  | Samochód               |
| --- | ------------------- | ---------------------- | ---------------------- |
| 1   | Efrén Llarena       | Sara Fernández         | Škoda Fabia Rally2 evo |
| 2   | Norbert Herczig     | Igor Bacigál           | Škoda Fabia Rally2 evo |
| 3   | Erik Cais           | Petr Těšínský          | Ford Fiesta R5 MkII    |
| 4   | Nil Solans          | Marc Martí             | Volkswagen Polo GTI R5 |
| 5   | Nikołaj Griazin     | Konstantin Aleksandrow | Skoda Fabia Rally2 Evo |
| 6   | Simone Campedelli   | Tania Canton           | Škoda Fabia Rally2 evo |
| 7   | Ricardo Teodósio    | José Teixeira          | Hyundai i20 N Rally2   |
| 8   | Armindo Araújo      | Luís Ramalho           | Škoda Fabia Rally2 evo |
| 9   | Bruno Magalhães     | Carlos Magalhães       | Hyundai i20 N Rally2   |
| 10  | Simone Tempestini   | Sergiu Itu             | Škoda Fabia Rally2 evo |
| 11  | Alberto Battistolli | Simone Scattolin       | Škoda Fabia Rally2 evo |
| 12  | Luis Vilariño       | Javier Martínez        | Škoda Fabia Rally2 evo |
| 14  | Javier Pardo        | Adrián Pérez           | Skoda Fabia Rally2 Evo |
| 15  | José Pedro Fontes   | Inês Ponte             | Citroën C3 Rally2      |
| 16  | Ruben Rodrigues     | Estevão Rodrigues      | Citroën C3 Rally2      |
| 17  | Georg Linnamäe      | James Morgan           | Volkswagen Polo GTI R5 |
| 18  | Miguel Correia      | Jorge Carvalho         | Škoda Fabia Rally2 evo |
| 19  | Pedro Meireles      | Pedro Alves            | Hyundai i20 N Rally2   |
| 20  | Josep Bassas        | Axel Coronado          | Skoda Fabia Rally2 Evo |
| 21  | Pedro Almeida       | Mário Castro           | Skoda Fabia Rally2 Evo |
| 22  | Ricardo Triviño     | Vicente Salom          | Skoda Fabia Rally2 Evo |
| 23  | Łukasz Kotarba      | Tomasz Kotarba         | Citroën C3 Rally2      |
| 24  | Paulo Nobre         | Gabriel Morales        | Skoda Fabia R5         |
| 25  | Pauric Duffy        | Jeff Case              | Hyundai i20 N Rally2   |
| 26  | Rachele Somaschini  | Nicola Arena           | Citroën C3 Rally2      |
| 27  | Jose Luis Garcia    | Jose Murado            | Skoda Fabia R5         |
| 40  | Ken Torn            | Kauri Pannas           | Ford Fiesta R5 MkII    |
| 44  | Miklós Csomós       | Attila Nagy            | Skoda Fabia R5         |
| 45  | Manuel Castro       | Ricardo Cunha          | Škoda Fabia R5         |
| 46  | Paulo Caldeira      | Ana Gonçalves          | Citroën C3 Rally2      |
| 47  | Ricardo Filipe      | Fernando Almeida       | Ford Fiesta R5         |
| 48  | Alexander Rzhevkin  | Yuriy Kulikov          | Skoda Fabia Rally2 Evo |

1. 1 2 3 4 5 6  Zawodnicy nie zgłoszeni do rywalizacji w ERC

## Zwycięzcy odcinków specjalnych[3]
| Dzień  | Numer odcinka | Nazwa odcinka          | Długość  | Zwycięzca odcinka  | Samochód               | Czas             | Lider rajdu |
| ------ | ------------- | ---------------------- | -------- | ------------------ | ---------------------- | ---------------- | ----------- |
| 11.III | OS1           | Super Especial de Fafe | 1,43 km  | Erik Cais          | Ford Fiesta R5 MkII    | 1:26.5           | Erik Cais   |
| 12.III | OS2           | Boticas 1              | 15,05 km | Nil Solans         | Volkswagen Polo GTI R5 | 11:30.8          | Nil Solans  |
| 12.III | OS3           | Cabeceiras de Basto 1  | 10,84 km | Georg Linnamäe     | Volkswagen Polo GTI R5 | 7:17.8           | Nil Solans  |
| 12.III | OS4           | Vieira do Minho 1      | 16,93 km | Odcinek odwołany   | Odcinek odwołany       | Odcinek odwołany | Nil Solans  |
| 12.III | OS5           | Luílhas 1              | 11,86 km | Nil Solans         | Volkswagen Polo GTI R5 | 9:27.7           | Nil Solans  |
| 12.III | OS6           | Boticas 2              | 15,05 km | Odcinek odwołany   | Odcinek odwołany       | Odcinek odwołany | Nil Solans  |
| 12.III | OS7           | Cabeceiras de Basto 2  | 10,84 km | Georg Linnamäe     | Volkswagen Polo GTI R5 | 7:40.4           | Nil Solans  |
| 12.III | OS8           | Vieira do Minho 2      | 16,93 km | Nil Solans         | Volkswagen Polo GTI R5 | 11:50.8          | Nil Solans  |
| 12.III | OS9           | Luílhas 2              | 11,86 km | Nil Solans         | Volkswagen Polo GTI R5 | 10:18.1          | Nil Solans  |
| 13.III | OS10          | Montim 1               | 8,73 km  | Georg Linnamäe     | Volkswagen Polo GTI R5 | 6:09.4           | Nil Solans  |
| 13.III | OS11          | Seixoso 1              | 9,97 km  | Efrén Llarena      | Škoda Fabia Rally2 evo | 6:56.1           | Nil Solans  |
| 13.III | OS12          | Santa Quitéria 1       | 9,18 km  | Efrén Llarena      | Škoda Fabia Rally2 evo | 6:22.5           | Nil Solans  |
| 13.III | OS13          | Lameirinha 1           | 14,83 km | Efrén Llarena      | Škoda Fabia Rally2 evo | 9:54.5           | Nil Solans  |
| 13.III | OS14          | Montim 2               | 8,73 km  | Javier Pardo Siota | Škoda Fabia Rally2 evo | 6:00.1           | Nil Solans  |
| 13.III | OS15          | Seixoso 2              | 9,97 km  | Javier Pardo Siota | Škoda Fabia Rally2 evo | 6:47.1           | Nil Solans  |
| 13.III | OS16          | Santa Quitéria 2       | 9,18 km  | Miklós Csomós      | Škoda Fabia R5         | 6:26.6           | Nil Solans  |
| 13.III | OS17          | Lameirinha 2           | 14,83 km | Ken Torn           | Ford Fiesta Rally2     | 11:04.8          | Nil Solans  |

## Power Stage - OS17[4]
| Miejsce | Kierowca            | Pilot            | Samochód               | Czas/strata | Pkt |
| ------- | ------------------- | ---------------- | ---------------------- | ----------- | --- |
| 1       | Ken Torn            | Kauri Pannas     | Ford Fiesta Rally2     | 11:04.8     | 5   |
| 2       | Armindo Araújo      | Luís Ramalho     | Škoda Fabia Rally2 evo | +14.4       | 4   |
| 3       | Alberto Battistolli | Simone Scattolin | Škoda Fabia Rally2 evo | +16.6       | 3   |
| 4       | Nil Solans          | Marc Martí       | Volkswagen Polo GTI R5 | +17.5       | 2   |
| 5       | Georg Linnamäe      | James Morgan     | Volkswagen Polo GTI R5 | +27.5       | 1   |

## Wyniki końcowe rajdu
W klasyfikacji generalnej dodatkowe punkty przyznawane są za odcinek Power Stage.
| Poz.    | Kierowca             | Pilot                    | Samochód               | Zaspół                | Czas       | Punkty |
| ------- | -------------------- | ------------------------ | ---------------------- | --------------------- | ---------- | ------ |
| 1       | Nil Solans           | Marc Martí               | Volkswagen Polo GTI R5 | Rallye Team Spain     | 2:01:14.0  | 30+2   |
| 2       | Armindo Araújo       | Luís Ramalho             | Škoda Fabia Rally2 evo | The Racing Factory    | +55.7      | 24+4   |
| 3       | Georg Linnamäe       | James Morgan             | Volkswagen Polo GTI R5 | ALM Motorsport        | +59.5      | 21+1   |
| 4       | Javier Pardo Siota   | Adrián Pérez Fernández   | Škoda Fabia Rally2 evo | Javier Pardo Siota    | +2:56.2    | 19     |
| 5       | Alberto Battistolli  | Simone Scattolin         | Škoda Fabia Rally2 evo | Alberto Battistolli   | +3:32.6    | 17+3   |
| 6       | Bruno Magalhães      | Carlos Magalhães         | Hyundai i20 N Rally2   | Team Hyundai Portugal | +6:53.3    | 15     |
| 7       | Mārtiņš Sesks        | Renars Francis           | Škoda Fabia Rally2-Kit | Proracing Rally Team  | +8:55.2    | *      |
| 8       | José Pedro Fontes    | Inês Ponte               | Citroën C3 Rally2      | Citroën Vodafone Team | +9:24.7    | 13     |
| 9       | Ricardo Teodósio     | José Teixeira            | Hyundai i20 N Rally2   | Team Hyundai Portugal | +9:29.5    | 11     |
| 10      | Miklós Csomós        | Attila Nagy              | Škoda Fabia R5         | Miklós Csomós         | +9:58.6    | *      |
| 11      | Pedro Almeida        | Mário Castro             | Škoda Fabia Rally2 evo | The Racing Factory    | +10:19.1   | 9      |
| 12      | Efrén Llarena        | Sara Fernández           | Škoda Fabia Rally2 evo | Team MRF Tyres        | +11:33.7   | 7      |
| 13      | Luis Vilariño García | Javier Martínez Martínez | Škoda Fabia Rally2 evo | Luis Vilariño García  | +12:43.4   | 5      |
| 14      | Paulo Nobre          | Gabriel Morales          | Škoda Fabia R5         | Paulo Nobre           | +16:54.9   | 4      |
| 15      | Joan Vinyes          | Jordi Mercader           | Suzuki Swift R4LLY S   | Suzuki Motor Ibérica  | +17:41.9   | *      |
| 16      | Kaspar Kasari        | Rainis Raidma            | Ford Fiesta Rally3     | Kaspar Kasari         | +18:43.9   | 3      |
| 17      | Alberto Monarri      | Carlos Cancela           | Suzuki Swift R4LLY S   | Suzuki Motor Ibérica  | +19:11.3   | *      |
| 18      | Dmitry Feofanov      | Normunds Kokins          | Ford Fiesta Rally3     | Dmitry Feofanov       | +19:15.4   | 2      |
| 19      | Pauric Duffy         | Jeff Case                | Hyundai i20 N Rally2   | Pauric Duffy          | +20:39.7   | 1      |
|         |                      |                          |                        |                       |            |        |
| 28 (25) | Ken Torn             | Kauri Pannas             | Ford Fiesta Rally2     | Plon RT               | +1:03:36.7 | 0+5    |

1. 1 2 3 4  Nieliczony w klasyfikacji ERC

## Klasyfikacja ERC po 1 rundzie
| Poz | Kierowca            | POR | AZO | ESP | POL | LAT | ITA | CZE | ? | Punkty | Naj 7 |
| --- | ------------------- | --- | --- | --- | --- | --- | --- | --- | - | ------ | ----- |
| 1   | Nil Solans          | 14  |     |     |     |     |     |     |   | 32     | 32    |
| 2   | Armindo Araújo      | 2   |     |     |     |     |     |     |   | 28     | 28    |
| 3   | Georg Linnamäe      | 35  |     |     |     |     |     |     |   | 22     | 22    |
| 4   | Alberto Battistolli | 53  |     |     |     |     |     |     |   | 20     | 20    |
| 5   | Javier Pardo        | 4   |     |     |     |     |     |     |   | 19     | 19    |
| 6   | Bruno Magalhães     | 6   |     |     |     |     |     |     |   | 15     | 15    |
| 7   | Mārtiņš Sesks       | 7   |     |     |     |     |     |     |   | 13     | 13    |
| 8   | José Pedro Fontes   | 8   |     |     |     |     |     |     |   | 11     | 11    |
| 9   | Ricardo Teodósio    | 9   |     |     |     |     |     |     |   | 9      | 9     |
| 10  | Pedro Almeida       | 10  |     |     |     |     |     |     |   | 7      | 7     |
| 11  | Efrén Llarena       | 11  |     |     |     |     |     |     |   | 5      | 5     |
| 12  | Ken Torn            | 251 |     |     |     |     |     |     |   | 5      | 5     |
| 13  | Luis Vilariño       | 12  |     |     |     |     |     |     |   | 4      | 4     |
| 14  | Paulo Nobre         | 13  |     |     |     |     |     |     |   | 3      | 3     |
| 15  | Joan Vinyes         | 14  |     |     |     |     |     |     |   | 2      | 2     |
| 16  | Kaspar Kasari       | 15  |     |     |     |     |     |     |   | 1      | 1     |

| Kolor     | Opis                   |
| --------- | ---------------------- |
| Złoty     | Zwycięzca              |
| Srebrny   | 2. miejsce             |
| Brązowy   | 3. miejsce             |
| Zielony   | Punktowane miejsce     |
| Niebieski | Ukończył nie punktował |
| Fioletowy | Nie ukończył NU        |
| Czarny    | Wykluczony X           |
| Biały     | Nie wystartował NW     |
| Puste     | Nie brał udziału       |